# أوسكار كابيزاس
أوسكار كابيزاس (بالإسبانية: Óscar Cabezas) هو لاعب كرة قدم كولومبي في مركز الدفاع، ولد في 22 ديسمبر 1996 في توماكو في كولومبيا. لعب مع روزاريو سنترال.

## وصلات خارجية
- أوسكار كابيزاس على موقع قاعدة بيانات كرة القدم.إي يو (الإنجليزية)
- أوسكار كابيزاس على موقع Soccerway.com (الإنجليزية)